# Alpina frigidata
Alpina frigidata är en fjärilsart som beskrevs av Vorbrodt och Müller-rutz 1913. Alpina frigidata ingår i släktet Alpina och familjen mätare. Inga underarter finns listade i Catalogue of Life.